# Klosterstraße (metrostation)
Klosterstraße is een station van de metro van Berlijn, gelegen onder de gelijknamige straat in Berlin-Mitte, niet ver van het Altes Stadthaus en het Rotes Rathaus. Het metrostation opende op 1 juli 1913, toen de Spittelmarktlinie werd verlengd naar de Alexanderplatz. Tegenwoordig is station Klosterstraße onderdeel van lijn U2.

## Geschiedenis

### Planning en bouw
In oktober 1908 had de Berlijnse metro voor het eerst de historische binnenstad bereikt. De lijn eindigde op dat moment nog aan de Spittelmarkt, maar in maart 1910 begonnen de werkzaamheden aan een verdere verlenging naar het noorden, onder de Spree door richting de Alexanderplatz. Om de rivier te kunnen kruisen moest de tunnel dieper aangelegd worden dan voorheen. De aan weerszijden van de Spreekruising gelegen stations Inselbrücke (nu Märkisches Museum) en Klosterstraße kwamen dan ook dieper te liggen dan de oudere stations, die zich veelal direct onder de straat bevinden.
De Hochbahngesellschaft, het eerste metrobedrijf van Berlijn, plande tegelijkertijd een lijn onder de Frankfurter Allee, die de Alexanderplatz met de wijk Friedrichshain moest verbinden. Aangezien dit traject niet onder de Alexanderplatz zelf van de centrumlijn kon aftakken (dat zou een aftakking in een rechte hoek hebben opgeleverd), besloot men de lijnen te laten splitsen in station Klosterstraße en elkaar in station Alexanderplatz op twee niveaus te laten kruisen. De verbinding met de later te realiseren Frankfurter Allee-lijn werd tegelijk met de bouw van de centrumlijn aangelegd en in station Klosterstraße liet men ruimte voor een derde spoor.

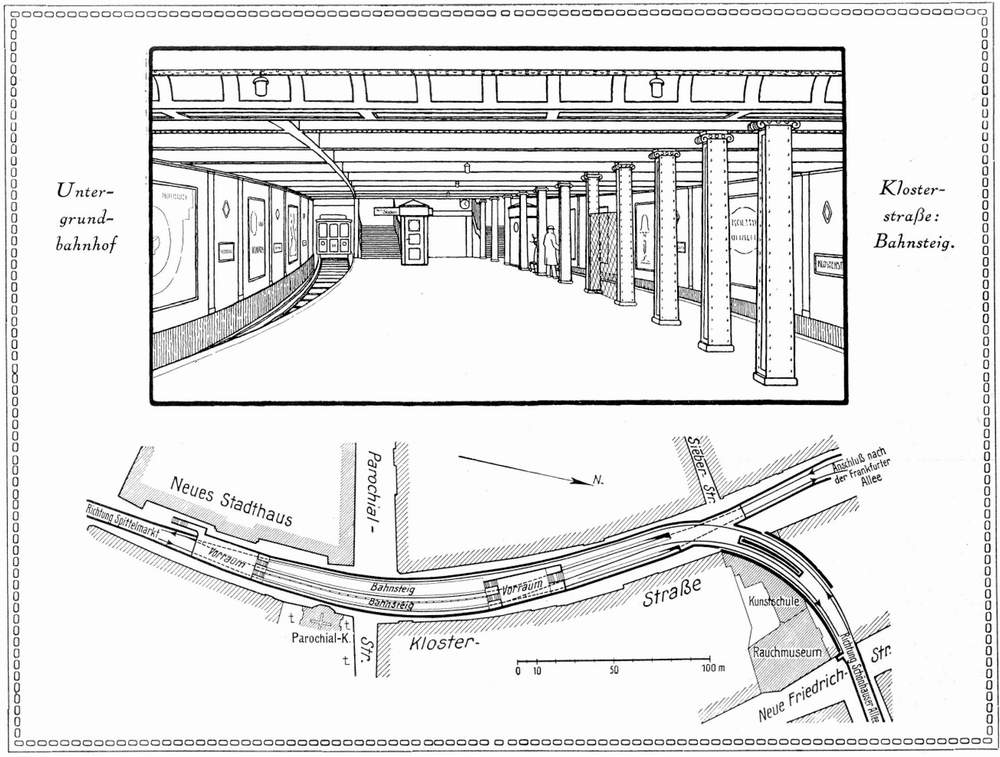
Tekening van het station met de geplande aftakking richting Friedrichshain

Op 1 juli 1913 kwam het traject Spittelmarkt - Alexanderplatz in gebruik. Het in een flauwe bocht gelegen station Klosterstraße, zoals alle metrostations uit die tijd ontworpen door Alfred Grenander, had een extra breed perron gekregen. Eigenlijk gaat het daarbij om twee perrons, die "tijdelijk" tot een groot eilandperron samengevoegd waren. In het midden van het perron zou later het spoor voor de treinen uit Friedrichshain gelegd worden. De opgevulde spoorbedding is te herkennen aan de granieten stroken in de vloer die uiteindelijk de randen van de perrons zouden vormen. Ook de pilaren, die zich niet zoals gebruikelijk in het midden, maar op het oostelijke deel van het perron bevinden, verraden de oorspronkelijke plannen voor het station. Nadat de centrumlijn eind juli 1913 voltooid werd met de verlenging naar Nordring, begonnen de voorbereidingen voor de Frankfurter Allee-lijn. De uitbraak van de Eerste Wereldoorlog gooide echter roet in het eten en na de oorlog wijzigde men de plannen: de metrolijn naar Friedrichshain zou als zelfstandige grootprofiellijn aangelegd worden. Deze lijn, de huidige U5, opende in 1930. De tijdelijke oplossing bleek definitief en station Klosterstraße zou zijn functie als splitsingsstation nooit uitoefenen.

### Ontwerp
Terwijl de ondergrondse stations van de Berlijnse metro tot dan toe rechtstreeks naar de straat leidende uitgangen hadden gekregen, werd aan beide uiteinden van het metrostation onder de Klosterstraße een tussenverdieping ingevoegd. Vanwege zijn voorname locatie nabij het stadhuis werden deze tussenverdiepingen rijk gedecoreerd. Zo zijn in de door de kleuren geel en blauw gedomineerde hallen op de Babylonische processiestraat in het Pergamonmuseum geïnspireerde tegeltableaus te vinden. Ook aan de vormgeving van de plafonds werd veel aandacht besteed. Op de zuidelijke tussenverdieping hangen vier schilderijen van Ludwig Hohlwein, die elk een stadsdeel van Berlijn uitbeelden dat door de metro ontsloten zou worden. Bovendien is aan een van de wanden een bronzen plaquette aangebracht, waarop belangrijke data uit de geschiedenis van de Berlijnse metro vermeld zijn, geïllustreerd met portretten van bij de metrobouw betrokken personen. Deze plaquette kwam weer tevoorschijn in de jaren 1980, nadat hij sinds de Tweede Wereldoorlog was verdwenen.

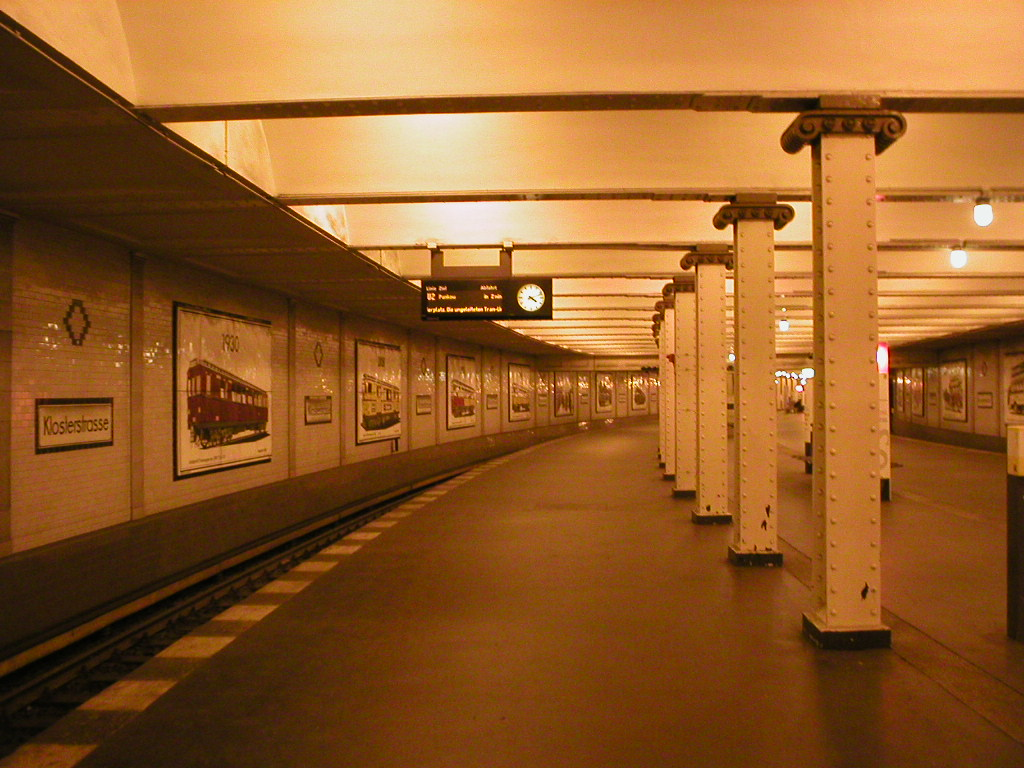
Vanwege een gepland derde spoor legde men het perron extra breed aan.

De wanden op het perron werden bekleed met witte tegels. Net als bij de stations van de Spittelmarktlijn maakte de architect gebruik van een herkenningskleur, in het geval van station Klosterstraße zwart. Deze kleur werd toegepast in de omlijstingen van de reclame- en stationsnaamborden, maar niet op de met Ionische kapitelen gedecoreerde pilaren, die oorspronkelijk rood waren en tegenwoordig geel geschilderd zijn.

### Tweede Wereldoorlog
De Tweede Wereldoorlog doorstond het metrostation ongeschonden. In mei 1945 werd de Noord-zuidtunnel van de S-Bahn echter opgeblazen ter hoogte van het Landwehrkanaal, waardoor deze onder water kwam te staan. Via een voetgangerstunnel in station Friedrichstraße bereikte het water ook het metronetwerk. Bijna een miljoen kubieke meter water verspreidde zich vervolgens door de tunnels en het traject Alexanderplatz - Potsdamer Platz van lijn A (de huidige U2) overstroomde volledig; ook station Klosterstraße hield het niet droog.
Na het einde van de oorlog werd de tunnel leeggepompt en kon het metronet provisorisch hersteld worden. Er werden diverse pendeldiensten ingesteld op de toenmalige lijn A. Op 1 augustus 1945 kon station Klosterstraße weer in dienst komen en reden er pendeltreinen naar de Alexanderplatz. De tunnel onder de Spree kon vanaf begin november weer gebruikt worden.

### Latere ontwikkelingen

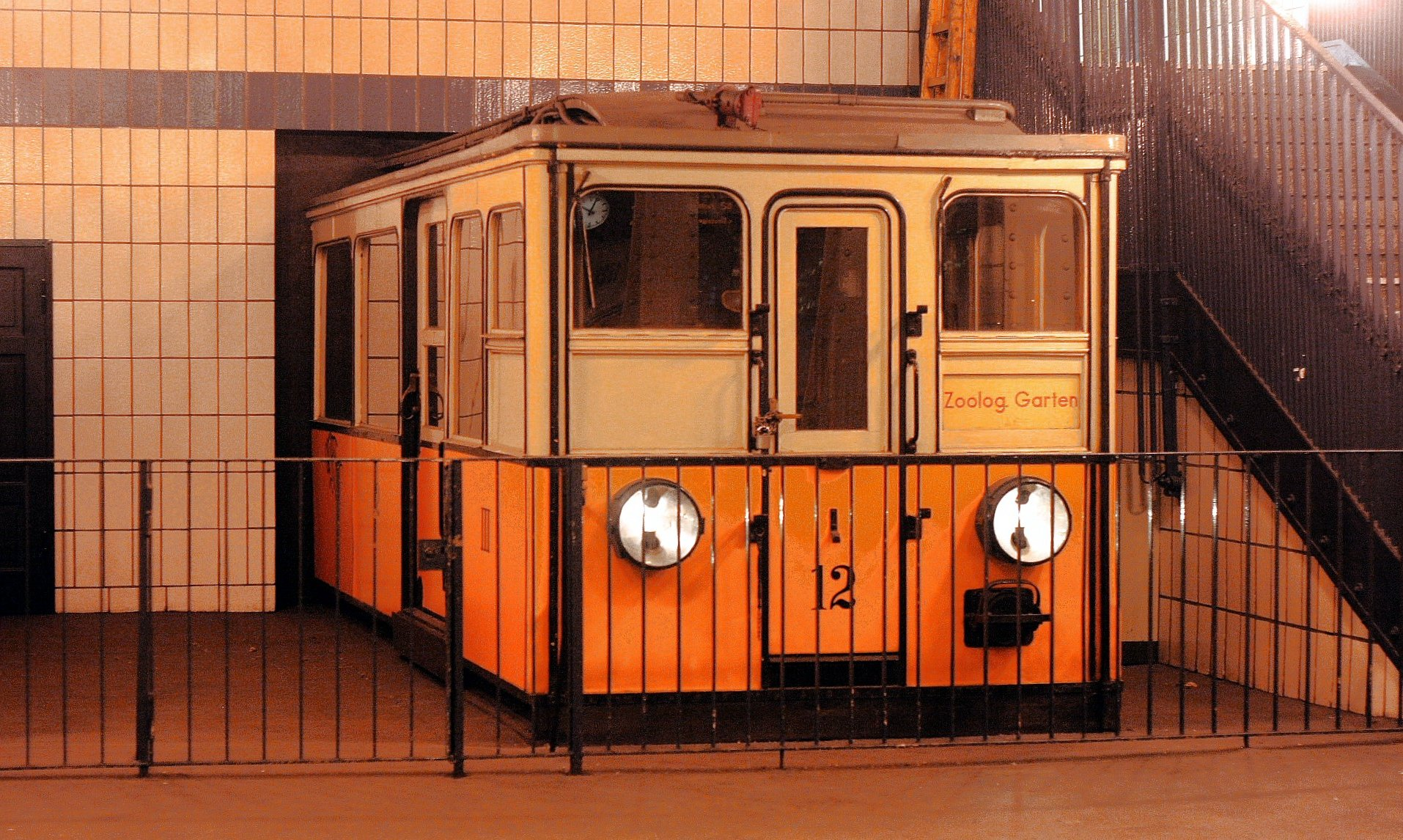
Treinstel van het type A aan de noordzijde van het perron

In 1984 werd station Klosterstraße opgenomen op de monumentenlijst
, waarna het een grootschalige restauratie onderging. Het station werd ingericht als een klein metromuseum: aan de noordzijde van het perron plaatste men in de nooit gebruikte spoorbedding een oud treinstel van de Schöneberger U-Bahn, de huidige lijn U4, in een vitrine is een oude seininstallatie te bezichtigen en de voormalige reclameborden worden gesierd door afbeeldingen van diverse historische Berlijnse voertuigen. In 1987 kreeg de noordelijke stationshal een nieuwe betegeling, de zuidelijke tussenverdieping bleef grotendeels in zijn oorspronkelijke staat behouden.
Momenteel (2007) is station Klosterstraße alleen te bereiken via trappen. Volgens de prioriteitenlijst van de Berlijnse Senaat zal er echter voor 2010 een lift ingebouwd worden.

## Klostertunnel
Even ten noorden van station Klosterstraße buigt een enkelsporige tunnel af van de doorgaande sporen. Deze Klostertunnel werd aangelegd in 1952 en leidt naar de zogenaamde Waisentunnel, die de lijnen U5 en U8 in de omgeving van de Alexanderplatz met elkaar verbindt. De achtergrond van de bouw van de Klostertunnel hangt samen met de deling van Berlijn na de Tweede Wereldoorlog.
Nadat het stadsvervoerbedrijf BVG in 1949 was gesplitst, beschikte de BVG-Ost niet meer over een eigen werkplaats voor de kleinprofiellijn A; de enige kleinprofielwerkplaats bevond (en bevindt) zich namelijk nabij station Olympia-Stadion in het westen van de stad. De in Oost-Berlijn gelegen grootprofielwerkplaats Friedrichsfelde aan lijn E (de huidige U5) had nog genoeg capaciteit om het onderhoud van kleinprofielmaterieel te verzorgen, maar was niet bereikbaar vanaf het kleinprofielnet. De Klostertunnel zorgde voor een verbinding tussen de lijnen A en E. Aangezien de stroomvoorziening van het klein- en grootprofielmaterieel sterk van elkaar verschilt, ontbreekt de stroomrail in het midden van de Klostertunnel. Op dit baanvak verwijderde men de stroomafnemers van de kleinprofieltreinen, die vervolgens door een elektrische loc naar Friedrichsfelde gesleept werden. Na de hereniging verloor de Klostertunnel zijn betekenis.